# MBK Ružomberok
Le MBK Ružomberok est un club slovaque féminin de basket-ball, connu pour ses bons parcours européens. Le club, basé dans la ville de Ružomberok, dispute l'Extraliga soit le plus haut niveau du champion slovaque.

## Historique
Le club a été fondé en 1941, et a été très longtemps réputé pour son bon travail de formation, qui perdure comme une des priorités du management. En 1979 le club accède à l'élite du championnat. C'est alors en 1991 que le club décroche son premier titre national. S'ensuivent alors d'autres titre, et même après la séparation entre la République tchèque et la Slovaquie, Ružomberok domine le nouveau champion slovaque. Au niveau européen, là aussi le club devient un club slovaque à part entière. Il remporte l'Euroligue en 1999 et 2000.

## Noms successifs
- Depuis mars 2003 : MBK
- ? - mars 2003 : SCP

## Palmarès
International
- Vainqueur de l'Euroligue : 1999, 2000

National
- Champion de Slovaquie :  1994, 1995, 1996, 1997, 1998, 2000, 2001, 2002, 2003

Autres titres nationaux
- Champion de Tchécoslovaquie : 1991, 1992, 1993

## Joueuses célèbres
- Elena Karpova
- Michaela Uhrová